# حزب استقلال پورتوریکو

لوگوی حزب استقلال پورتوریکو

حزب استقلال پورتوریکو (به اسپانیایی: Partido Independentista Puertorriqueño) یکی از سه حزب اصلی در پورتوریکو است. این حزب دومین حزب قدیمی پورتوریکو محسوب می‌شود. این حزب برای استقلال پورتوریکو از آمریکا تلاش می‌کند.
افرادی که از این حزب پیروی می‌کنند را انگلوسفیرها به نام‌های independentistas، pipiolos و یاpro- independence activists می‌خوانند.

## تاریخچه

### پیدایش
این حزب در ۲۰ اکتبر سال ۱۹۴۶ توسط گیلبرتو ( Gilberto Concepción de Gracia، مرگ ۱۹۶۸) شروع به کار کرد.

### پیگیری اف‌بی‌آی
پلیس فدرال آمریکا هر کسی را که علاقه‌ای به این حزب نشان می‌داد را زیر نظر می‌داشت.. به این جاسوسی و پیگیری اف‌بی‌آی در ۱٫۸ میلیون پرونده اشاره شده‌است. که در سال ۲۰۰۰ قسمتی از آن‌ها انتشار یافت.
بعد سرپرست گروه لوییس فری اعتراف کرد که اف‌بی‌آی بین سال‌های ۱۹۳۰ تا ۱۹۹۰ دست به اقدام غیرقانونی نسبت به این حزب زده‌است.

### دهه ۱۹۹۰
در سال ۱۹۹۹، رهبر حزب پورتوریکو، در جریان Navy-Vieques protests که توسط ساکنان ویکز علیه ارتش آمریکا به جهت حضور آن‌ها در جزیره مانیسیپالیتی بود، وارد شدند.

دکترگیلبرتو (۱۹۰۹-۱۹۶۸)؛ مؤسس حزب، رئیس حزب (۱۹۴۶-۱۹۶۸) و عضو سنای پورتوریکو

### انتخابات سال ۲۰۰۴
در طول انتخابات سال ۲۰۰۴، حزب در خطر از دست دادن رسمیت خود در جامعه بود که توسط رهبر تاریخی این حزب، روبن بروس (Rubén Berríos) به جایگاه خود در بین مردم بر می‌گردد.

## کمک ملی - گابریل گارسیا مارکِز و دیگران
حزب پورتوریکو کمک‌های جهانی زیادی دریافت کرده‌است. تعدادی از آن‌ها عبارتند از سوشالیست اینترنشنال (بزرگترین مؤسسه احزاب سیاسی در دنیا) شامل ۱۵ حزب سیاسی که در آمریکای لاتین و کوبا قدرت را بدست دارند، رئیس‌جمهور پاناما، مارتین توریجوس.
در ۲۶ ژانویه ۲۰۰۷، برنده جایزه نوبل، گابریل گارسیا مارکز به افرادی مانند ماریو بندتی (Mario Benedetti)، ارنستو سباتو (Ernesto Sábato)، تیاگو دمیلو(Thiago de Mello)، ادواردو گلیانو (Eduardo Galeano)، کارلوس مونسیوس (Carlos Monsiváis)، پاپلو آرماندو فرنندز (Pablo Armando Fernández)، پابلو میلانس (Pablo Milanés)، مریا مونترو (Mayra Montero) و آنا لیدیا ویگا (Ana Lydia Vega) در حمایت پورتوریکو برای آزادی پیوست.

## اعتراض به جنگ
همانطور که در خبرگزاری کانادا اعلام کرد، در طول پنج سال اخیر، رهبران حزب پورتوریکو و اعضای فعال این حزب در مراسم ضد جنگ شرکت کرده‌اند و به جنگ در عراق اعتراض کرده و در مقابل دولت آمریکا بدلیل تشویق مردم پورتوریکو به پیوستن به ارتش آمریکا ایستادگی کردند..

## سمبل حزب

سمبل رسمی حزب پورتوریکو.

سمبل حزب پورتوریکو پرچم سبزی است، با صلیب سفید. بدلیل سبز بودن سمبولشان، حزب سبز هم گفته می‌شوند.
رنگ سبز سمبل این حزب، نمایانگر امید حزب پورتوریکو برای آزادی است، و صلیب سفید نمایانگر فداکاری و از جان‌گذشتگی این حزب برای دموکراسی است.

## رهبران مهم حزب

دکتر روبن بروس، رییس افتخاری انجمن جهانی احزاب سوسیال دمکرات

- روبن بروس (Rubén Berríos)، رئیس حزب، سناتور پیشین و رئیس افتخاری انجمن جهانی احزاب سوسیال دمکرات.
- منوئل رودریگز اوریانو(Manuel Rodríguez Orellana)، دبیر امور ارتباطات با آمریکای شمالی.
- فرندو مارسیا گاراندا(Fernando Martín)، مدیر اجرایی حزب، سناتور پیشین.
- ماریا دلوردس سنتیگو(María De Lourdes Santiago)، نایب رئیس حزب.
- Juan Dalmau Ramírez، وزیر.
- Edwin Irizarry Mora، وزیر امور اقتصاد.
- دکتر Gilberto Concepción de Gracia، مؤسس حزب.